# Julius Valens Licinianus
Julius Valens Licinianus was in 250 een Romeinse tegenkeizer onder Decius.
Licinianus had mogelijkerwijs de steun van de Romeinse Senaat en een deel van de bevolking, toen hij zich in 250 in Rome tot keizer liet uitroepen. Verscheidene onderzoekers dateren zijn usurpatie ook wel in 251. Licinianus werd echter reeds enkele dagen na zijn verheffing gedood.